# Léo Piquette
Léo Piquette, né le 22 mai 1946 à Plamondon dans le Comté de Lac La Biche en Alberta, est un enseignant, directeur d'écoles et une personnalité politique franco-albertaine, député à l'Assemblée législative de l'Alberta sous l'étiquette du Nouveau Parti démocratique de l'Alberta. Léo Piquette est devenu célèbre à travers tout le Canada, lors de l'Affaire Piquette qu'il provoqua en s'exprimant en français au parlement de l'Alberta et en refusant de s'excuser auprès du Président de cette assemblée provinciale d'avoir osé utiliser la langue française devant l'ensemble des députés provinciaux albertains.

## Affaire Piquette

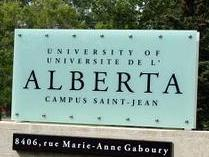
Campus Saint-Jean de l'Université d'Edmonton en Alberta.

Drapeau des Franco-Albertains.

Léo Roland Piquette fit ses études universitaires en éducation au Campus de la faculté Saint-Jean de l'université d'Alberta.
Léo Piquette est élu député lors de l'élection générale albertaine de 1986 sous l'étiquette du Nouveau Parti démocratique de l'Alberta. Il représente les électeurs de la circonscription de Athabasca-Lac La Biche.
Le 7 avril 1987, Léo Piquette essaya de poser une question en français lors de la session parlementaire de l'Assemblée législative de l'Alberta. Le Président de la dite Assemblée, David J. Carter, l'empêcha à deux reprises, de poser la question en français, estimant que l'anglais était la seule langue autorisée à l'Assemblée législative provinciale de l'Alberta. Le président de l'Assemblée législative[réf. nécessaire] demanda au député Léo Piquette de s'excuser de s'être exprimé en français, ce qu'il refusa de faire. Aussitôt connue, la nouvelle de cette affaire devenu l'affaire Piquette, une manifestation de soutien regroupant 500 personnes dans les rues d'Edmonton font reculer les élus.
Léo Piquette a alors comparu devant une audience spéciale du Comité de l'Élection et Privilège. Le député Piquette rappela que le législateur a le devoir de laisser parler les membres en français et en anglais. Il s'est appuyé sur l'article 110 de la Loi sur les Territoires du Nord-Ouest, qui prévoit que les membres du législateur des Territoires du Nord-Ouest pouvaient utiliser à la fois l'anglais et le français dans les débats. Léo Piquette a estimé que la loi (qui régissait le territoire qui incluait l'Alberta avant que celle-ci devienne une province en 1905) n'avait jamais été abrogée, et était donc toujours en vigueur. L'affaire Piquette déclencha une vague de manifestations entre avril et décembre de la même année regroupant des centaines de Francophones venus de tout l'Alberta mais également du Manitoba (Franco-manitobains), de la Saskatchewan (Fransaskois) et de la Colombie-Britannique (Franco-colombiens).
L'Assemblée législative de l'Alberta adopta la "Language Act", une Loi relative à l’usage du français et de l’anglais. Par cette loi, connue sous le nom de Loi 60, la province de l'Alberta instaura l'unilinguisme anglais en abrogeant les droits linguistiques conférés par l'article 110 de la Loi sur les Territoires du Nord-Ouest qui reconnaissaient le français comme langue d’usage dans les affaires publiques, devant tous les tribunaux et à l’Assemblée législative et qui exigeait la rédaction et la publication des lois dans les deux langues.
Le 25 février 1988, la Cour suprême du Canada a rendu sa décision dans le renvoi "R. c. Mercure, [1988] 1 RCS 234" concernant un procès-verbal pour excès de vitesse à un citoyen franco-albertain, M. Mercure, rédigé en anglais et rappelant le bilinguisme officiel du Canada. La Cour a statué que l'art. 110 restent en vigueur en Saskatchewan et en Alberta, mais aussi de constater que les législatures de ces provinces pourraient modifier unilatéralement ces droits linguistiques. L'Assemblée législative de l'Alberta en profita pour abroger le bilinguisme dans sa province avec le vote de la Loi 60. L'usage du français dans les tribunaux et à l'Assemblée législative est toutefois protégé, un député pourra s'exprimer en français que s'il fournit une copie de la traduction avant son intervention.
Après sa défaite électorale en 1989, Léo Piquette est resté actif dans la communauté francophone et la politique provinciale. En 1994, il a aidé les pionniers de l'éducation francophone en Alberta après la décision du gouvernement de l'Alberta d'accorder aux parents francophones le droit à des écoles francophones. Il est devenu membre du conseil d'administration de l'École du Conseil Scolaire Centre Est et a été président du conseil d'administration jusqu'en 2004, quand il a été élu président de la Fédération des Conseils scolaires de l'Alberta. Il fut également membre fondateur et président de la Chambre économique de l'Alberta. Il est actuellement le Directeur d'un groupe d'hommes d'affaires qui travaillent avec le gouvernement fédéral pour mettre en œuvre les politiques de bilinguisme au Canada. Il est administrateur du Réseau de développement économique et d'employabilité (RDEE) dans l'Ouest canadien.
Le 5 mai 2015, son fils, Colin, est élu député pour le NPD lui aussi, alors que ce parti remporte les élections, mettant fin à 44 ans de règne du Parti Progressiste-conservateur.